# Nijneatamànskoie
Nijneatamànskoie - Нижнеатаманское (rus) - és un poble de l'óblast de Bélgorod, a Rússia. El 2010 tenia 156 habitants. Pertany al districte (raion) de Stari Oskol.